# Ossiriand
En el universo ficticio de Tolkien, Ossiriand es una región muy boscosa localizada en Beleriand Oriental, delimitada por las Ered Luin al Este, por el río Ascar al norte, el río Gelion al oeste y el río Adurant al Sur.
Ossiririand estuvo habitado por los Laiquendi, los pacíficos Elfos Verdes, y sufrió pocos ataques durante las Guerras de Beleriand; sobrevivió parcialmente a la Guerra de la Cólera, formando parte de Lindon durante la Segunda y la Tercera Edades del Sol.

## Geografía
Ossiriand es un nombre de origen sindarin, que significa «Tierra de los siete ríos», ya que siete ríos formaban parte de su geografía. Al ya mencionado río Gelion, que la cruzaba por completo de norte a sur, marcando su frontera occidental, se unían el Ascar (o Rathlóriel), que delimitaba su frontera septentrional, y el Adurant, que marcaba la frontera meridional; entre ellos discurrían el río Thalos, cuyo nombre deriva del término sindarin para  torrente; el Legolin, que en sindarin significa fluir libremente; Brilthor; y el Duilwen, que discurre de norte a sur.
El Camino de los Enanos cruzaba la región al norte, desde las estribaciones del Monte Dolmed en las Ered Luin hasta Doriath, siguiendo el curso del río Ascar, y cruzando el Gelion en Sarn Athrad, el «Vado de piedras».

## Historia
La región fue habitada por los Elfos Nandor, que llegaron a ella luego de que los Eldar hubiesen partido a Valinor. Fueron guiados hacia Beleriand por el Elfo Denethor, hijo de Lenwë, quien decidió abandonar su morada al este de las Montañas Nubladas dado el permanente hostigamiento de las bestias de Morgoth. Luego vivieron un tiempo en las Ered Luin, donde tuvieron tratos con los Enanos de Nogrod y Belegost; pero cuando los Orcos los persiguieron, cruzaron las montañas y pidieron ayuda a Thingol. Este los protegió y les cedió Ossiriand para que vivieran allí. En contrapartida, los Nandor lucharon en la Primera Batalla de las Guerras de Beleriand, cayendo en ella su último rey, Denethor.

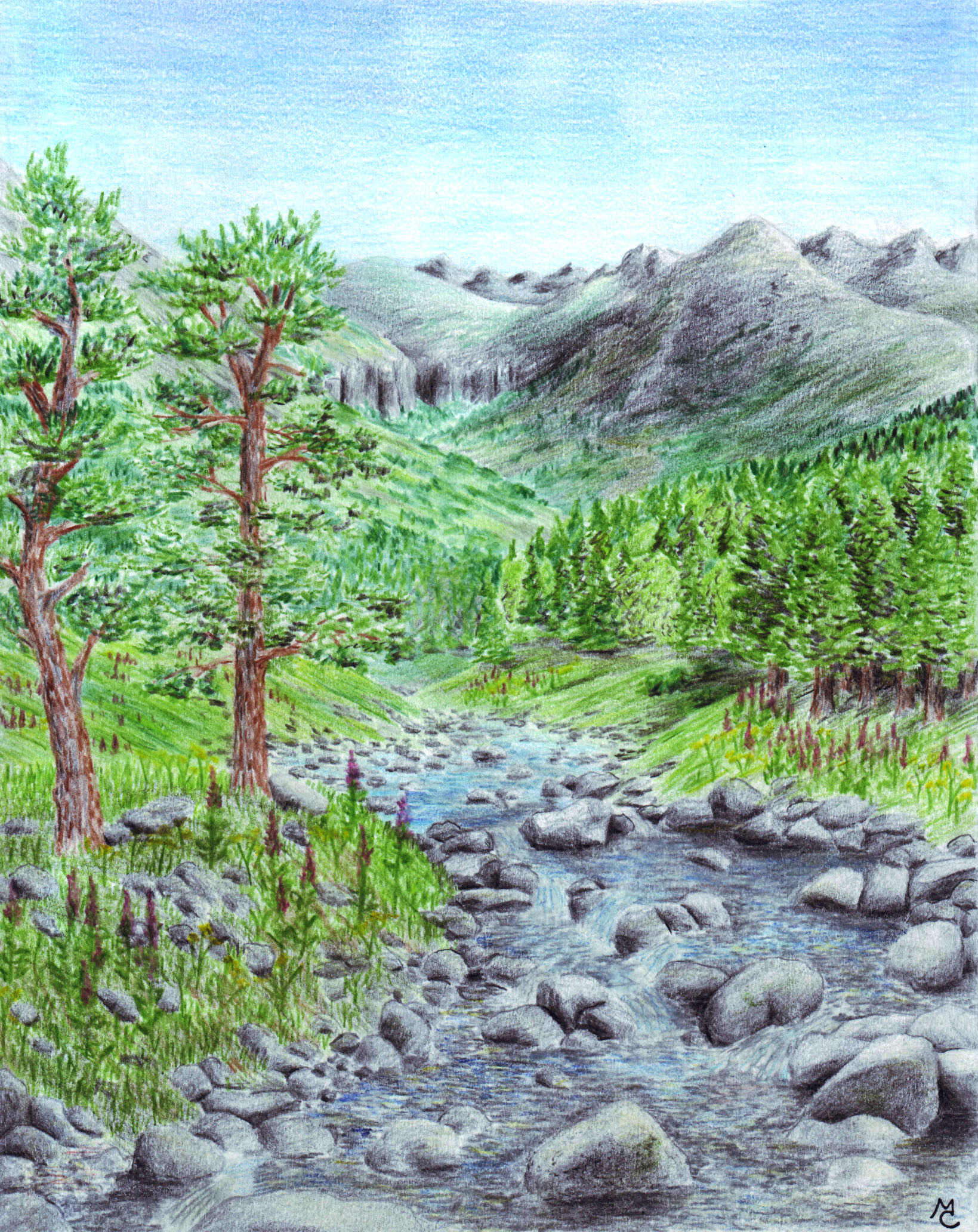
El Duilwen, otro de los siete ríos de Ossiriand.

Fue en Ossiriand, más precisamente en las fuentes del río Thalos, donde el rey noldo de Nargothrond Finrod Felagund conoció a la primera Casa de los Edain, que se establecieron en Beleriand, en el año 310 P. E. Finrod había ido a cazar con Maedhros y Maglor, los hijos de Fëanor, tras lo cual se encaminó solo hacia las Montañas Azules, descubriendo un extraño campamento a la orilla de un pequeño arroyo que alimentaba el río Thalos. Finrod observó a estos Hombres recién llegados a Beleriand, oculto durante casi todo un día y sorprendiéndose de sus costumbres. Cuando cayó la noche y los Hombres dormían, Finrod se sentó al lado de un pequeño fuego y se puso a cantar una canción élfica; poco a poco los Edain se despertaron y contemplaron maravillados al hermoso y sabio Elfo. 
El líder del grupo era Balan, que más tarde fue llamado Bëor el Viejo. Finrod se hizo amigo de él y se quedó a vivir con ellos durante casi un año. Los Edain lo llamaron Nóm, que significa “Sabiduría”, "(...) puesto que les enseñó muchas cosas, en el tiempo que vivió con ellos, y por ello lo tomaron por su señor y le fueron fieles". Como los Elfos de Ossiriand no querían extranjeros que perturbaran la paz en que vivían, hablaron con Finrod, quien aconsejó a los Hombres que continuaran su camino hacia el oeste. Finrod y Bëor guiaron al grupo hasta las tierras al este de Doriath, que luego se llamaron Estolad, "el Campamento".
En el año 470 P. E., Beren y Lúthien se instalaron en Tol Galen, la isla del río Adurant, donde nació su hijo Dior Aranel el Hermoso, el heredero de Thingol (Eluchíl). Al enterarse Beren de la muerte de Thingol y del saqueo de Menegroth por parte de los Enanos de Nogrod, reunió un ejército de Elfos Verdes para vengar la muerte de su suegro y recuperar el Silmaril engarzado en el Nauglamír. De esta forma, atacó a los Enanos en el vado de Sarn Athrad en el 505 P. E., derrotándolos por completo. Beren volvió a su morada en la primavera de ese año, para fallecer junto a Lúthien cuatro más tarde.
- Datos: Q2721743